# ユトレヒト同盟
ユトレヒト同盟（ユトレヒトどうめい、蘭: Unie van Utrecht）は、オランダ（ネーデルラント連邦共和国）建国の元となった、1579年の対スペイン軍事同盟である。

## 内容
八十年戦争中の1579年1月23日、ネーデルラント17州のうち北部7州、すなわち、ホラント州、ゼーラント州、ユトレヒト州、ヘルダーラント州、オーフェルアイセル州、フローニンゲン州、フリースラント州が、ユトレヒト州の首都ユトレヒトにて、対スペインの軍事同盟を結ぶ協定に調印した。これをユトレヒト同盟と呼ぶ。
この協定では、各州に自治権があることに合意し、また信仰の自由を原則とした。

## 意義
ユトレヒト同盟は1648年、三十年戦争を終結させたウェストファリア条約により国際的に認知されるに至った、ネーデルラント連邦共和国の基礎と見なされている。